# Klan
 For alternative betydninger, se Klan (flertydig). (Se også artikler, som begynder med Klan)
En klan er en gruppe mennesker forenet af faktisk eller opfattet slægtskab og afstamning. Selv hvis den faktiske afstamning er ukendt, kan klanmedlemmer alligevel anerkende en fælles apikal forfader. Slægtskabsbaserede forpligtelser har kun symbolsk karakter, hvorved klan refererer til en fælles forfader, der er et symbol på klanens enhed. Når denne forfader er ikke-menneskelig, er det en animalian totem. Klaner kan beskrives som stammer eller undergrupper af stammer. Medlemmer i en klan kan identificere sig med et våbenskjold for at vise, at de er uafhængige.[kilde mangler]

## Etymologi
Ordet klan er afledt af 'clann' og betyder 'børn' på irsk og skotsk-gælisk. Ordet blev brugt på engelsk omkring år 1425 som en betegnelse for stammeområder i irske og skotsk-gæliske samfund. Den gæliske betegnelse for klan er fint [finɨ].

## Organisation af klaner i antropologi
Nogle klaner er patrilineære, og dens medlemmer er forbundet ved de mandlige linje som klaner i Armenien. Andre er matrilineære: dets medlemmer er forbundet ved den kvindelige linje, som i nogle indianske klaner. Atter andre klaner er bilaterale, bestående af alle efterkommere af den apikale forfader, både gennem de mandlige og kvindelige linjer som i irske og skotske klaner. Det jødiske folk er hovedsagelig en klan af efterkommere af en mandlig forfader (Jacob) og fire kvindelige forfædre (Lea, Rachel, Bilha og Zilpa). Om en klan er patrilineær, matrilineær eller bilateral afhænger af slægtskabsregler og normer.
I forskellige kulturer og situationer kan en klan betyder det samme som andre pårørende-baserede grupper, som stammer og bands??? bånd?. Det afgørende er, at en klan er en mindre del af en større samfund som en stamme, en fyrstendømme, eller en stat. Eksempler er skotske, irske, kinesisk, japanske klaner, Rajput-klaner, Nair Clan eller Malayala Kshatriya Clan i Indien og Pakistan, der eksisterer som pårørendegrupper inden for deres respektive nationer. Stammer og bands kan også være dele af større samfund. Sandsynligvis den mest berømte stammer, Israels 12 Stammer, der danner ét folk. Arabiske stammer er små grupper i de arabiske samfund, og Ojibwa bands er mindre dele af Ojibwa stammen i Nordamerika. I nogle tilfælde er flere stammer anerkendt samme klaner som bjørne- og ræveklaner i Chickasaw og Choctaw stammerne.
Ud fra disse traditioner for slægtskab opstår yderligere begrebsforvirring fra dagligdags anvendelser af ordet. I post-sovjetiske lande er det helt almindeligt at tale om klaner med henvisning til uformelle netværk inden for den økonomiske og politiske sfære. Den brug afspejler den antagelse, at deres medlemmer handler over for hinanden i en særlig tæt og gensidigt understøttende måde og giver solidaritet mellem frænder. Dog kan det norrøne klaner, den Atter???, ikke oversættes med stamme eller et band, men oversættes med hus eller linje.
Polsk klaner adskiller sig fra de fleste andre, da de er en samling af familier, der bærer samme våbenskjold og ikke har en fælles afstamning. Se polsk Heraldik.
Klaner i indfødte samfund vil sandsynligvis være exogamous. Det betyder, at deres medlemmer ikke kan gifte sig indbyrdes. I nogle samfund har klaner en officiel leder som en høvding eller patriark, i andre kan de »ældste« træffe beslutninger. Der er flere nært beslægtede klaner i det indiske subkontinent, især Sydindien.

## Skotske klaner
Klan betyder på keltisk "familie", "slægt", "æt" og var navnet på de keltiske stammer i det skotske højland og Irland. Stammen betegnede sig ved navnet på den formentlige fælles stamfader, og alle, som hørte til samme klan, anså sig for at være i familie og førte samme tilnavn. Til klanhøvdingen stod klanens medlemmer i et patriarkalsk forhold, og han havde stor indflydelse på dem, da der til troskabsforholdet kom følelsen af, at de var af samme slægt. Undertiden delte klaner sig i underafdelinger, eller flere klaner mente, at de nedstammede fra en fælles stamfader. De enkelte klanmedlemmer betegnede sig i Skotland med ordet "Mac", forkortet M’, og i Irland ved "Ua", i engelsk udtrykt ved O’, for at tilkendegive afstamningen (fx Mac Donald, O’Connel). Denne stammeinddeling var skyld i, at der i det skotske højland var stadige indre uroligheder og fejder, da stammerne bekrigede hinanden. Og ligeledes kunne der let rejses oprør, da det var nok for et parti at vinde klanhøvdingen for at sætte hele klanen i bevægelse.
Da klanhøvdingerne ivrigt understøttede Huset Stuart, blev hele klanforfatningen ophævet 1747 efter det store oprør i 1745.